# Sosnivka, Pustomîtî
Sosnivka (în ucraineană Соснівка) este un sat în comuna Ciîșkî din raionul Pustomîtî, regiunea Liov, Ucraina.

## Demografie
Componența lingvistică a localității Sosnivka
     Ucraineană (99,56%)
     Alte limbi (0,44%)
Conform recensământului din 2001, majoritatea populației localității Sosnivka era vorbitoare de ucraineană (99,56%), existând în minoritate și vorbitori de alte limbi.